# Капітан Міранда
Капітан Міранда (до середини 1930-х рр. — Nueva Volyn, Нуева Волинь, Нова Волинь) — населений пункт у Парагваї.
Розташований у провінції Ітапуа, у південно-східній частині країни, за 280 км на південний схід від Асунсьйона, столиці країни. Капітан Міранда розташований на висоті 203 метри над рівнем моря і має 2498 жителів.

## Історія
.

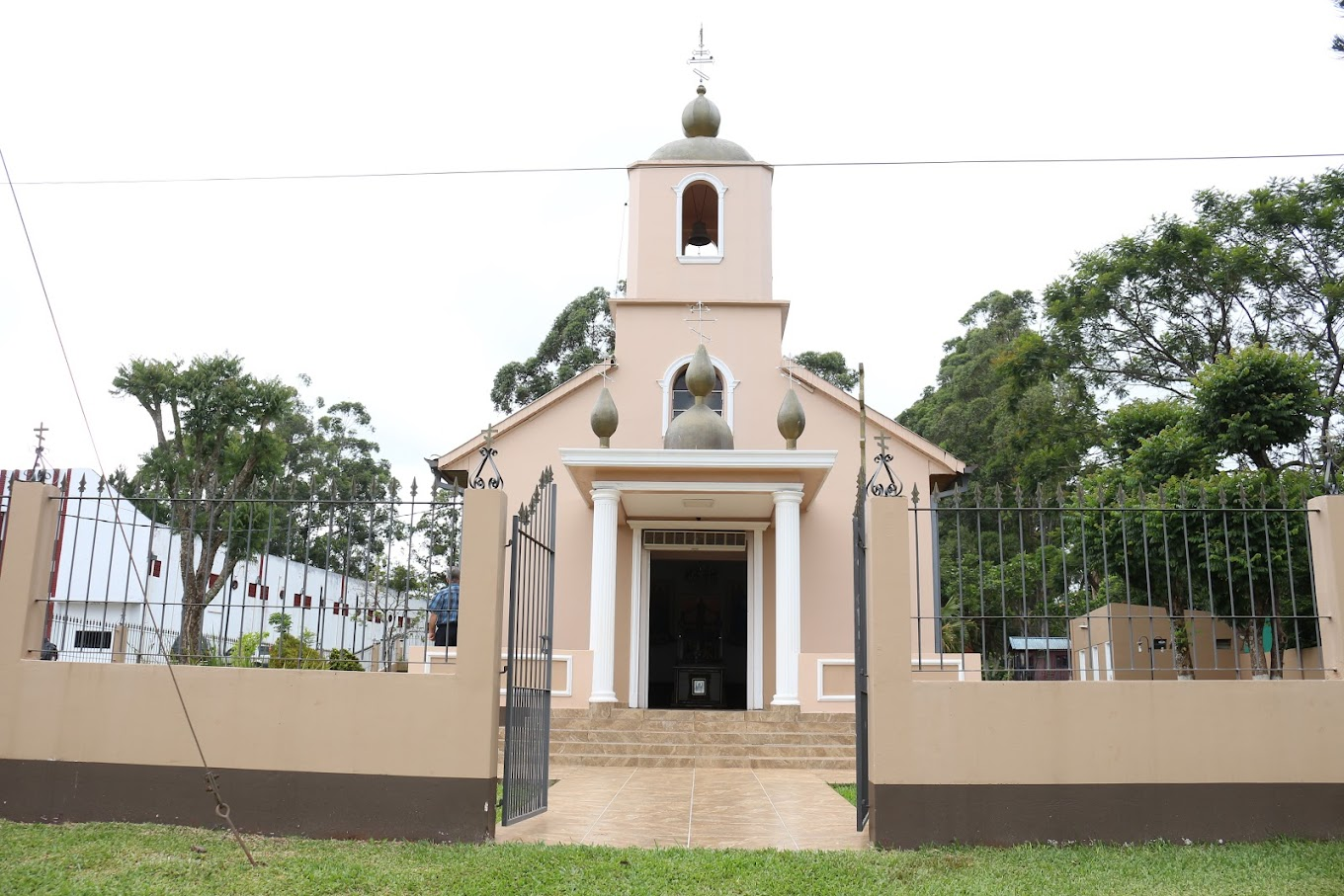
Українська Православна Парафія Св. Архистратига Михаїла, у Капітан Міранда - Ітапуа, Парагвай

Первісно ці терени були заселені племенами Мбіа. Згодом регіон захопили іспанські колонізатори. У 1917 році в маєток латифундиста Лавальє прибула родина Новицьких: Костянтин з дружиною Антоніною та дітьми Олена, Антон та Йосип.
Приблизно у 1927 році вони та ще кілька родин з Волині (Україна) оселились на землях Капітана Міранди та створили поселення, яке називали Нова Волинь. Пізніше до них приєдналися Елізар Шаповалов, Павло Кутасевич, Кузьма Берестовой, Пилип Гура, Микита Ненчук, Андрій Соломонюк, Аугусто Блейк, Хосе Басік, Андрій Дацюк, Сеферіано Чічик, Сергій Матвічук і Павло Лєнін(?), Мігель Богайчук, Митрофан Касанчук, Федір Масунік, Естебан Кірічік, Гордій Антончик, Мойсей Богайчук, Микола Карпенко, Дмитро Касанчук, Михайло Сайнік, Іван Чіпелюк, Федір Сайнік, Герасим Сіщик, Дмитро Масюк, Григорій Чічик, Яків Карпенко, Даміан Кірічік та Естебан Касянюк.
У наступні роки прибули численні сім'ї українського походження, які продовжували купувати ділянки в 10 і 20 гектарів. Лавалле продав усе своє майно. У 1939 році близько 12 000 гектарів, що належали Herrera Vegas, потрапили під дію Закону про конфіскацію та були виділені на продаж. До 1949 року було оформлено 95 земельних ділянок, з яких 77 були на ім’я російських, українських чи польських іммігрантів. До 1952 року 398 поселенців заплатили за свої ділянки, а 111 ще мали певні борги, тож до колонії прибуло понад 500 сімей. Пізніше, через припинення української та польської імміграції через Другу світову війну, решту ділянок було продано бельгійським, японським та парагвайським поселенцям.
Перша згадка про політико-адміністративну інституалізацію поселення міститься в Указі № 12432 від 8 липня 1937 року Міністерства сільського господарства, в якому адміністраторами колоній «Балтика» та «Нова Волинь» (або Волинь) призначено Єлісея Козловського. та Андрія Саломонюка відповідно.
Указом 15 480 від 15 липня 1939 року було створено Адміністративну економічну раду як керівний орган міста. Між 1948 і 1988 роками президентами Адміністративно-економічної ради були Реклюс Санчес, Зойло де Сан Мігель, Луїс Франсіско Мюллер, Франсіско Санчес, Хуан Шаповалофф і Фелікс Богадо.
У 1957 році це поселення перетворено з колоній на місто та отримало назву Капітан Міранда на честь парагвайського героя.
Першим муніципальним мером, обраним народом на вільних і демократичних виборах, був Пабло Марчук у 1989-1991 роках. Потім — Естебан Хрікан 1991-1996 рр.; Альфредо Єгер Ярощук (1997-2001) та Педро Хеллеманс (2002-2006, 2007-2010).
В місті діє активна парафія Української Православної церкви  Св. Архистратига Михаїла. Молодь українського походження залучена до фольклорного  танцювального гурту Весна, заснованого у 1989 році. 